# Öckerö (Gemeinde)
Koordinaten: 57° 43′ N, 11° 39′ O

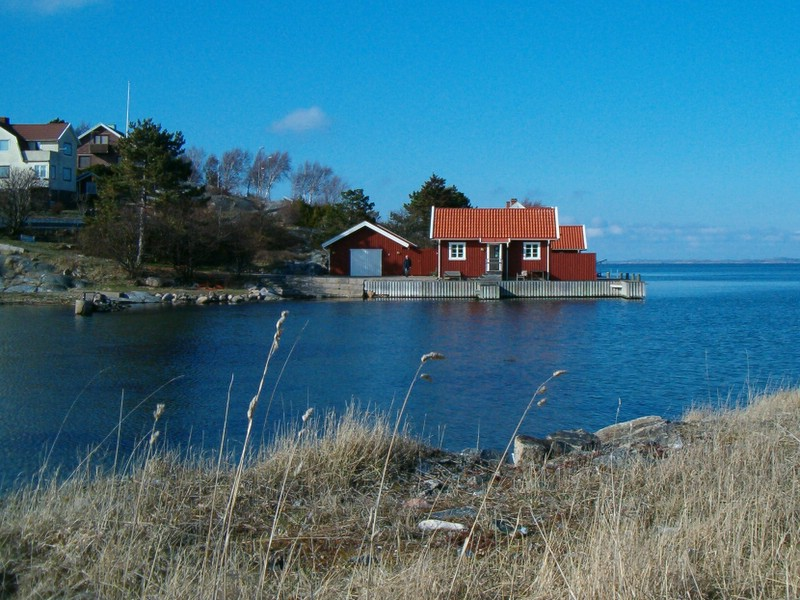
Die Insel Hälsö

Öckerö ist eine Gemeinde (schwedisch kommun) in der schwedischen Provinz Västra Götalands län und der historischen Provinz Bohuslän. Der Hauptort der Gemeinde ist Öckerö.

## Geographie
Die Gemeinde wird gewöhnlich dem Göteborger Schärengarten zugerechnet. Sie besteht aus zehn ganzjährig bewohnten Inseln, die allesamt zwischen der Leuchtturminsel Vinga und Marstrand liegen. Die Inseln heißen im Einzelnen Grötö, Hyppeln, Källö-Knippla, Björkö, Fotö, Hälsö, Kalvsund, Rörö, Hönö und Öckerö. Die verbleibenden kleineren Inseln sind nicht ganzjährig bewohnt.
Hönö ist die größte Insel. Von Lilla Varholmen auf Hisingen in Göteborg gibt es kostenlose Fährverbindungen nach Hönö und Björkö. Von Hönö gibt es eine Brücke nach Fotö und Öckerö, von der eine weitere Brücke nach Hälsö führt. Die anderen Inseln sind dann entweder mit Personen- oder Autofähren zu erreichen.

## Geschichte
Während der Wikingerzeit gehörten die Inseln zum norwegischen Königreich und wurden zusammen mit dem Küstenstreifen um Göteborg Älvsyssel genannt. Sie hatten einen Thingplatz, wo sich heute die Festung Bohus befindet. Im 13. Jahrhundert baute König Håkon Håkonsson auf Öckerö ein Haus, da er hier oft mit seiner Flotte lag. Im Frieden von Roskilde von 1658 verlor Norwegen die Provinz Bohuslän dauerhaft an Schweden.